# Dải phân cách
Dải phân cách là bộ phận của đường giao thông để phân chia mặt đường thành hai chiều xe chạy riêng biệt hoặc để phân chia phần đường của xe cơ giới và xe thô sơ. Dải phân cách gồm loại cố định và loại di động.
Trong tiếng Việt bình dân, các dải phân cách được xây nổi còn được gọi là con lươn vì phần nhiều các dải phân cách ở Việt Nam có hình khối dài như một con lươn.

## Đặc tính vật lý
Một số dải phân cách có thêm chức năng phụ như là một mảng xanh của đô thị hay là vành đai xanh nhằm trang trí cho các con đường. Jurisdictions can: trồng cỏ với việc cắt cỏ thường xuyên; gieo phủ thủy lực, hay gieo rải các hạt hoa dại cho chúng nảy mầm, ra hoa kết hạt và tự nảy mỗi năm; hay xây dựng nên những cảnh quan có quy mô lớn bao hàm các cây lớn, cây bụi, thảo mộc lâu năm hay cỏ trang trí. Trong khi không gian có vị gtri1 ưu tiên cao, các hàng giậu được cấu tạo bởi cây bụi được trồng dày đặc sẽ lọc bớt ánh sáng của đèn ôtô và tạo ra một lá chắn dày.

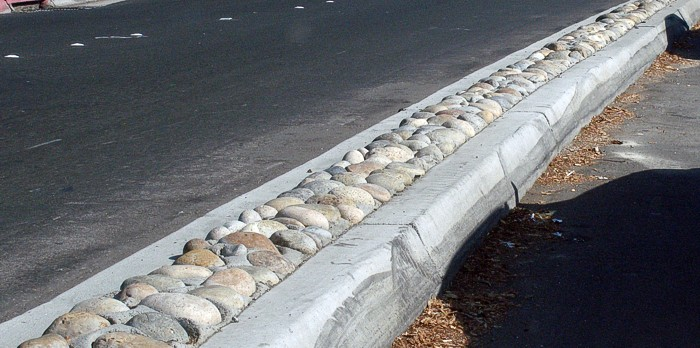
Một dải phân cách trên một trục đường chính ở California với các hòn đá cuội được đặt trong đó.

Trái ngược với các dải phân cách trên các đường chính, các dải phân cách ở khu vực đô thị thường đóng vai trò như một khu vực an toàn nhô cao lên trên so với mặt đường. Chúng thường được thấy ở các đường chính ở đô thị. Ở dạng đon giản nhất, chúng là những khối bê tông; nhưng chúng có thể được trang trí bởi cỏ, cây lớn, gạch, đá tảng. Những dải phân cách như vật cũng có thể được thấy ở các đường nhỏ hay các đường trong các khu nhà ở, ở đó chúng có vai trò như các cấu trúc giúp hạn chế tốc độ của các phương tiện giao thông; hoặc chúng đơn giản chỉ là các cấu trúc có tác dụng trang trí hơn là có tác dụng trong việc điều tiết giao thông.
Ở một số địa phương như California, các dải phân cách ở đường cao tốc đôi khi chỉ là một khoảng không nằm ở chính giữa đường, được nhận biết đơn giản bởi hai vạch sơn vàng làm đường biên giới hạn cho nó. Giống như các dải phân cách "nổi", các phương tiện giao thông chỉ có thể chạy cắt qua dải phân cách ở một số nơi nhất định để đi sang làn đường kế bên. Cách làm này được thực hiện để giảm chi phí xây dựng, và thậm chí có những dải phân cách chỉ là một vạch sơn trắng được vạch giữa đường; có điều các nghiên cứu cho thấy các loại dải phân cách hẹp như thế chỉ có hiệu quả tối thiểu trong việc đảm bảo an toàn giao thông so với việc không có dải phân cách.
Trên các đường xa lộ ở Vương quốc Anh, các dải phân cách luôn liền mạch, không đứt đoạn (trừ các dải phân cách phân chia các làn xe hai chiều của Đại lộ Aston), tuy nhiên không có các quy định giới hạn nào được đặt ra cho các tuyến xe kép khác. Các dải phân cách trên Đại lộ Interstate của Hoa Kỳ chỉ đứt đoạn trên các làn xe dành cho việc phục vụ khẩn cấp, và Hoa Kỳ cũng không ban hành bất kỳ quy định giới hạn nào trên các tuyến đường cấp độ nhỏ hơn.

## Bề rộng

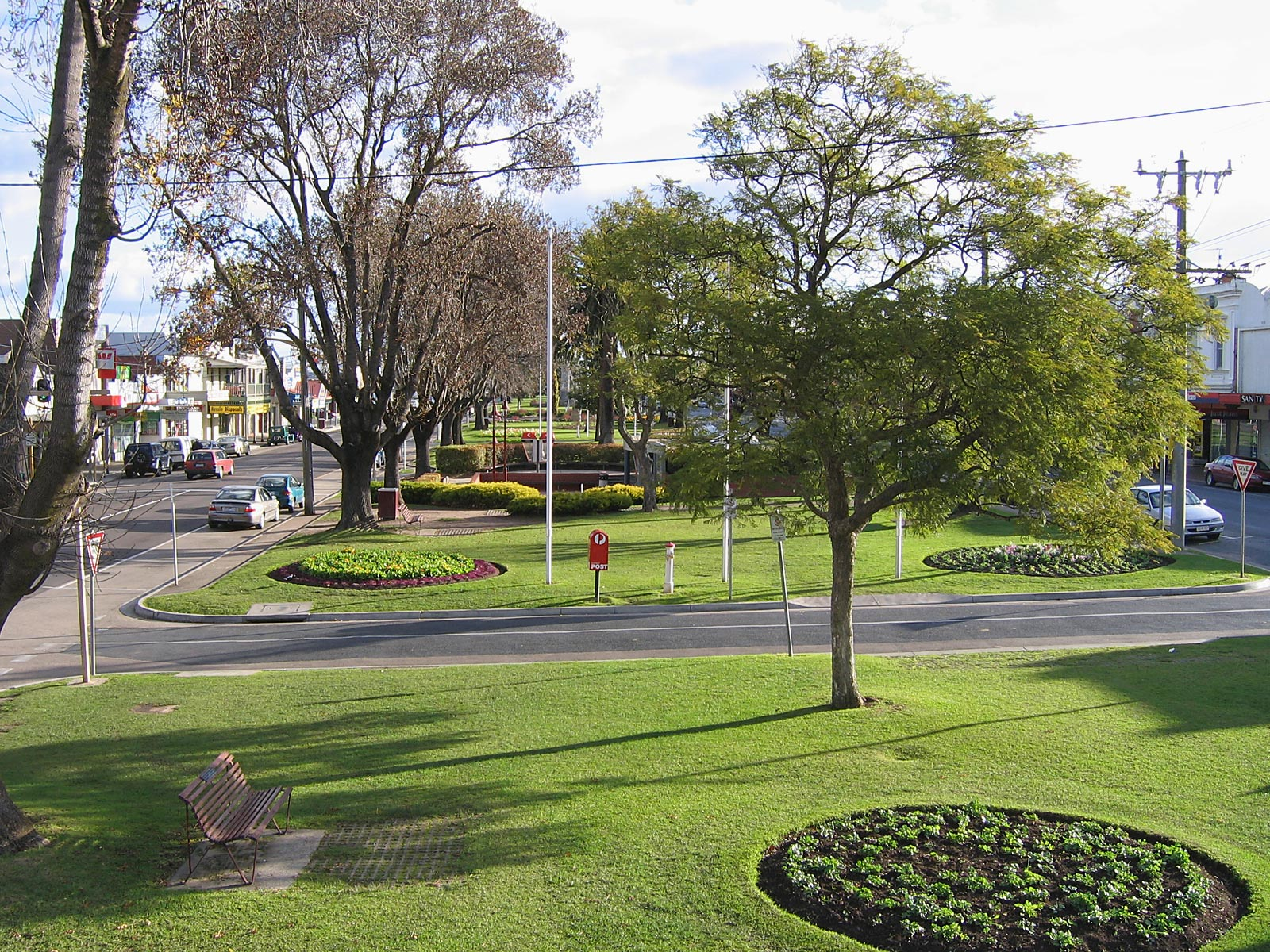
Dải phân cách ở đường Main, Bairnsdale, Victoria, Úc đã được cải biến thành một mảng cây xanh của thành phố

Dải phân cách ở Vương quốc Anh và ở các khu vực đông dân cư tại châu Âu có độ dài không quá một làn xe đơn. Tuy nhiên trong một số trường hợp chúng có thể rộng hơn; tỉ như nếu con đường chạy qua một khu vực có địa hình dốc thì tuyến xe phải được xây dựng ở các mức độ khác nhau của chỗ dốc. Hai ví dụ về việc này ở Anh là ở xa lộ M6 giữa Shap và Tebay, nơi đó tuyến xe cách nhau vài trăm yard và ở giữa hai tuyến xe này đủ rộng để chừa chỗ cho một con đường nhỏ chạy song song với chúng; và tạu xa lộ M62 nơi khu vực có độ cao lớn nhất đi qua Pennines phân chia đủ rộng để có chỗ cho một nông trại nằm ở giữa dải phân cách. Một ví dụ đáng kể khác là Xa lộ A38(M) Aston, vốn dĩ là một tuyến xe đơn với 7 làn xe, dải phân cách của xa lộ là một làn xe hai chiều.
Có hiệu lực từ tháng 1 năm 2005 và chủ yếu dựa trên các tiêu chuẩn an toàn, một chính sách của Cục Đường cao tốc Vương quốc Anh quy định rằng các dải phân cách ở các đường cao tốc mới tại Anh sẽ bao hàm các rào cản dạng bậc thang bằng bê tông. Đối với các đường cao tốc hiện tại, khi rào cản trên dải phân cách hiện có hết hạn sử dụng thì chúng sẽ được thay mới bằng các rào cản bậc thang nêu trên. Chính sách này chỉ áp dụng trên các vật cản ở dải phân cách tại các đường cao tốc và không áp dụng đối với các vật cản ở hai bên rìa đường. Các loại đường khác sẽ tiếp tục dùng rào cản thép như cũ.
Ở Bắc Mỹ và một số quốc gia có các vùng thưa dân với diện tích rộng lớn, các làn xe ngược chiều nhau có thể được ngăn cách bởi các cánh đồng và khu rừng rộng hàng trăm mét ở phía ngoài các khu dân cư đông đúc (một ví dụ điển hình là Đường cao tốc Ngoại Canada gần Ernfold, Saskatchewan, Canada, nơi hai làn xe ngược chiều nhau cách nhau tới 5 cây số), tuy nhiên ở các vùng ngoại ô và đô thị thì chiều rộng của dải phân cách cũng dừng ở mức một làn xe. Ở khu vực đô thị, rào cản bằng bê tông (như rào cản Jersey) và guard rail (hay guide rails) được sử dụng.
Một dải phân cách điển hình khác đó là dải phân cách đảo ngược tên Đường cao tốc không thu phí Golden State (I-5) ở dãy núi Tehachapi giữa Los Angeles, California và Thung lũng San Joaquin. For several miles, the median is inverted—northbound traffic is on the western roadway and southbound traffic on the eastern road. Một ví dụ tương tự xuất hiện ở khu vực phía Tây Montreal, trên Đường dành riêng cho xe ô tô số 20 ở Quebec, giữa Đường 138 ở Quebec và Giao điểm Turcot, ở đó hai luồng giao thông trái chiều nhau ở hai bên một tuyến đường sắt bị đảo ngược (một luồng đi vào hay đi ra qua phía bên trái). Tương tự, I-85, ở miền trung bang Carolina Bắc có một dải phân cách tương tự vì thế mà an in-median, right-exit rest area can feature a historic bridge.

## An toàn

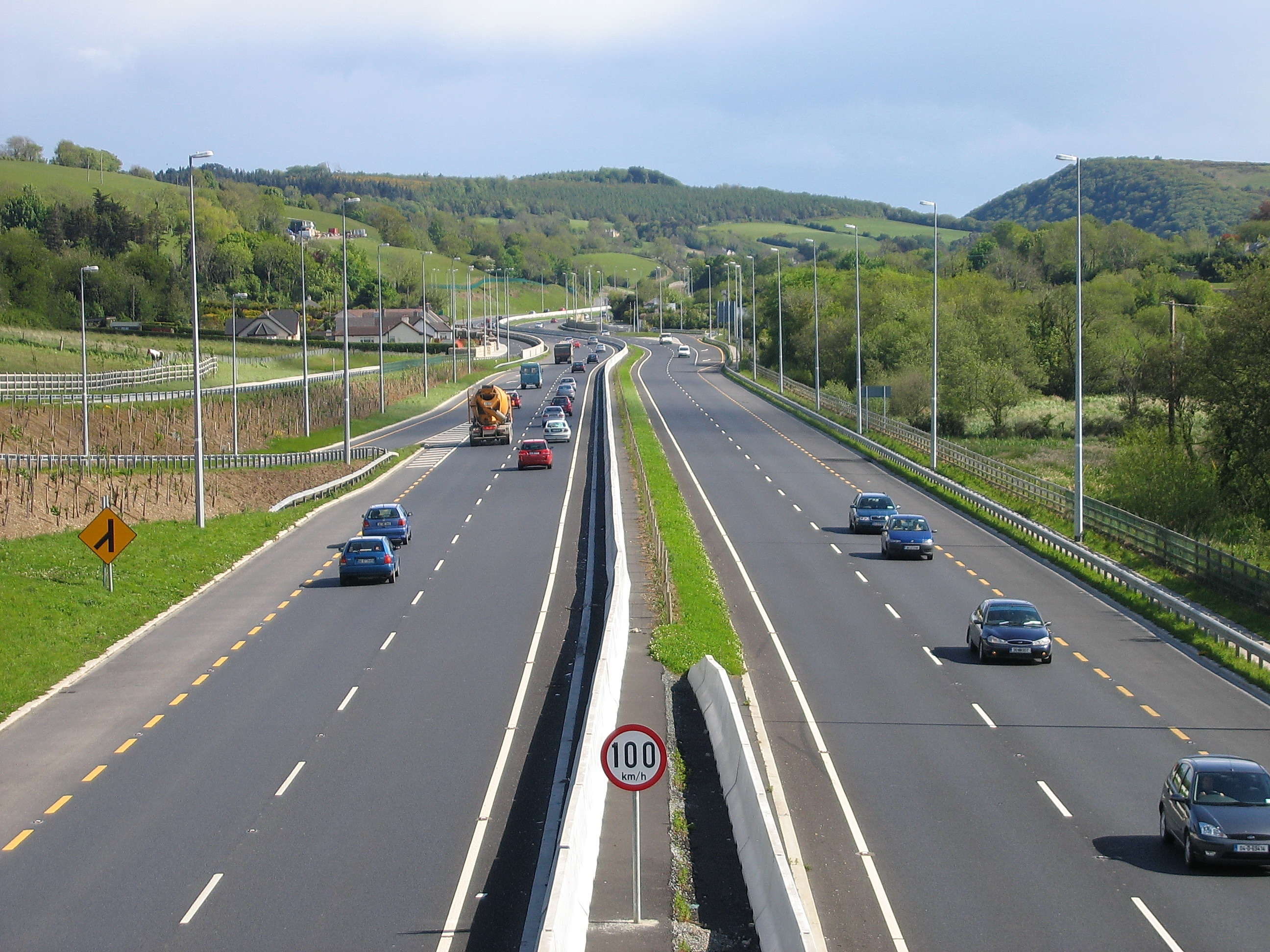
Dải phân cách bằng bê tông trên đường N11 gần Dublin, Ireland.

Vào tháng 8 năm 1993, một cuộc nghiên cứu của Cục Đường cao tốc Liên bang Hoa Kỳ xác định sự tương quan giữa bề rộng dải phân cách và việc giảm thiểu tai nạn giao thông do hai phương tiện giao thông đâm đầu vào nhau cùng với các chấn thương nghiêm trọng. Cuộc nghiên cứu cho thấy dải phân cách không có hàng rào ngăn cần phải rộng hơn 30 foot (9,1 m) mới có được hiệu quả về an toàn, và hiệu quả an toàn của dải phân cách tăng lên đến bề rộng là 60 đến 80 foot (18,3 đến 24,4 m). Một kết quả của nghiên cứu này cho thấy việc giảm độ rộng của dải phân cách xuống còn 20 foot (6,1 m) từ 30 foot (9,1 m) để tăng thêm làn xe thì có thể làm giảm độ an toàn của con đường cao tốc. Các thông số liên qua đến các dải phân cách có rào chắn không được tính toán theo cách trên.